# IC 4863
IC 4863 је двојна звијезда у сазвјежђу Стријелац која се налази на листи објеката дубоког неба у Индекс каталогу.
Деклинација објекта је - 36° 13' 2" а ректасцензија 19h 27m 51,5s. IC 4863 је још познат и под ознакама ESO 398-**1.